# Kasteel Zorgvliet

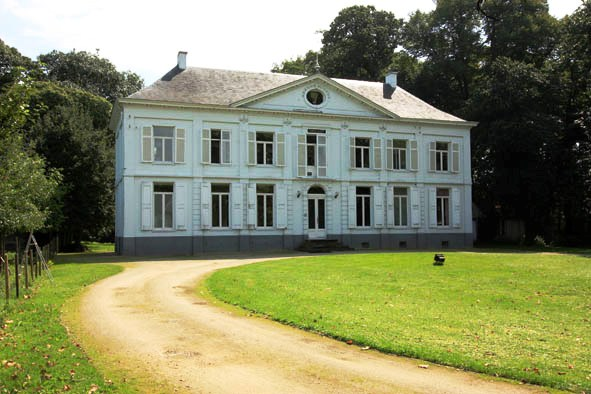
Kasteel Zorgvliet

Het kasteel Zorgvliet is een kasteel in de tot de Antwerpse gemeente Sint-Katelijne-Waver behorende plaats Elzestraat, gelegen aan Zorgvliet 15-17.
Het kasteel werd kort voor 1854 gebouwd op het terrein waar voordien een hoeve was gelegen. Het is gebouwd in neoclassicistische stijl en toont een strenge symmetrie. Voor- en achtergevel worden gesierd met een driehoekig fronton.
Tot de bijgebouwen behoren een conciërgewoning en een koetshuis. Dit koetshuis werd ook tot woning omgevormd.
Het domein omvat een grasperk, een gazon en een vijver.